# Jill Talley
Jillian Anne Talley (Chicago, Illinois, 19 de diciembre de 1962) es una actriz de comedia y de voz estadounidense. Es mayormente conocida por su actuación en las cuatro temporadas de la serie Mr. Show de HBO. Ella es la esposa del actor de voz Tom Kenny, quien también aparecía en la serie ya mencionada. Anteriormente ambos habían sido parte del elenco de la serie The Edge de Fox (1992 - 1993). Ambos también aparecieron en el videoclip del tema "Tonight, tonight" (1996) de The Smashing Pumpkins.
Talley como actriz de voz ha actuado como Karen Plankton, un personaje principal en Bob Esponja; Gretchen, Nina y la Srta. Marcus en El Campamento de Lazlo, Sarah Du Bois en la serie animada The Boondocks y Rita Loud en la serie de The Loud House y también en la película del mismo nombre. Otros papeles que ha hecho son el de N° 318 en KND: Los Chicos del Barrio, The Powerpuff Girls (2016) y ha prestado su voz para el videojuego Metal Gear Solid: Portable Ops. Como actriz ha tenido papeles menores en películas como Little Miss Sunshine y Sky High (en esta última apareció junto con Tom Kenny, su marido).
Jill Talley vivió su infancia en Chicago, cerca del Aeropuerto Internacional Midway. A los 20 años aproximadamente, mejoró sus aptitudes de comedia en el Instituto Improv y en The Second City. Actualmente vive en Los Ángeles junto a su esposo Tom Kenny (también actor de voz) y sus dos hijos, Mack y Nora.